# رودني ستارك
رودني ستارك (بالإنجليزية: Rodney Stark)‏ هو كاتب أمريكي، ولد في 8 يوليو 1934 في جيمستاون في الولايات المتحدة.

## وصلات خارجية
- الموقع الرسمي